# Luis Guarda
Luis Roberto Guarda Vergara (Viña del Mar, Región de Valparaíso, Chile, 11 de julio de 1968) es un exfutbolista chileno. Jugaba de delantero. 
Es el hermano menor de Juan Carlos Guarda, que también fue futbolista. 

## Trayectoria
Formado en las divisiones inferiores de Everton, debutó en 1989 con el cuadro ruletero, logrando un gran nivel que lo llevó a reforzar a Cobreloa en 1991, formando parte del cuadro que se coronó campeón el año siguiente. Sin embargo, no tuvo mucha regularidad en el cuadro calameño, debido a indisciplinas, como también protagonizar un accidente de tránsito en un viaje hacia Antofagasta. En 1993, fue cedido a Deportes Iquique por la Copa Chile correspondiente a ese año.
Tras la Copa Chile 1994, por pedido expreso del técnico Arturo Salah, es fichado por Universidad de Chile. En el cuadro azul, logró marcar un tanto en la 8° fecha del torneo, ante Palestino en una victoria azul por 2-1. Luego de conseguir la titularidad en el cuadro azul, en el partido válido por la 14° fecha ante Coquimbo Unido, salió sorteado para el control antidopaje. Guarda, quien había consumido un quemador de grasa, le indicó el hecho a los dirigentes azules, quienes le solicitaron la renuncia. La muestra arrojó positivo, lo que acabó de manera abrupta su paso por el cuadro estudiantil.
En 1995 aportó al ascenso de Santiago Wanderers junto a su hermano Juan Carlos. Al año, siguiente, se retiró del fútbol profesional en el cuadro de Unión San Felipe.

## Selección nacional

### Selección juvenil
Estuvo considerado por Luis Ibarra dentro del proceso de la Selección sub-20 chilena, sin embargo no formó parte de la nómina para la Copa Mundial Sub-20 de 1987.

### Selección absoluta
Gracias al gran nivel mostrado en 1990 y 1991, fue nominado a la selección chilena por Arturo Salah, en vistas a la preparación para la Copa América de 1991. Jugó 4 partidos con La Roja.

### Partidos internacionales
| 1     | 8 de noviembre de 1990 | Estadio Estadual Jornalista Edgar Augusto Proença, Belém, Brasil | Brasil     | 0-0 | Chile   |   |  | Arturo Salah | Copa Expedito Teixeira |
| 2     | 9 de abril de 1991     | Estadio Luis "Pirata" Fuente, Veracruz, México                   | México     | 1-0 | Chile   |   |  | Arturo Salah | Amistoso               |
| 3     | 22 de mayo de 1991     | Estadio Lansdowne Road, Dublín, Irlanda                          | Irlanda    | 1-1 | Chile   |   |  | Arturo Salah | Amistoso               |
| 4     | 30 de mayo de 1991     | Estadio Santa Laura, Santiago, Chile                             | Chile      | 2-1 | Uruguay |   |  | Arturo Salah | Amistoso               |
| Total | Total                  | Total                                                            | Presencias | 4   | Goles   | 0 |  |              |                        |

| Selección chilena | Selección chilena | Selección chilena |
| Año               | Partidos          | Goles             |
| ----------------- | ----------------- | ----------------- |
| 1990              | 1                 | 0                 |
| 1991              | 3                 | 0                 |
| Total             | 4                 | 0                 |

## Clubes
| Club                        | País  | Año       |
| --------------------------- | ----- | --------- |
| Everton                     | Chile | 1986-1990 |
| Cobreloa                    | Chile | 1991-1994 |
| → Deportes Iquique (cedido) | Chile | 1993      |
| Universidad de Chile        | Chile | 1994      |
| Santiago Wanderers          | Chile | 1995      |
| Unión San Felipe            | Chile | 1996      |

## Palmarés

### Campeonatos nacionales
| Título           | Club                 | País  | Año  |
| ---------------- | -------------------- | ----- | ---- |
| Primera División | Cobreloa             | Chile | 1992 |
| Primera División | Universidad de Chile | Chile | 1994 |
| Primera B        | Santiago Wanderers   | Chile | 1995 |